# Anténor (mythologie)
Pour les articles homonymes, voir Anténor.
Dans la mythologie grecque, Anténor (en grec ancien Ἀντήνωρ / Antếnôr) est un noble troyen, mari de Théano et beau-frère de Priam.

## Famille et descendance
Anténor eut dix-neuf fils parmi lesquels :
- Acamas, tué par Mérion ;
- Agénor ;
- Anthée, que Pâris tua par méprise ;
- Archéloque, tué dans un combat par Ajax le grand ;
- Atamante ;
- Coon, tué par Agamemnon ;
- Démoléon, tué par Achille lors de son aristie ;
- Hélicaon ;
- Glaucos (voir article "Glaucos, homonymies"), sauvé comme Hélicaon par Ulysse lors de la prise de Troie
- Iphidamas, tué par Agamennon ;
- Laodamas, tué par Ajax le Grand ;
- Laodocos, sous la ressemblance duquel Athéna conseilla à Pandare de lancer une flèche, pour empêcher le combat singulier de Pâris et de Ménélas ;
- Pédéos, bâtard, tué par Mégès.

## Rôle dans la guerre de Troie
Anténor fait partie des vieux princes qui aux côtés de Priam observent la guerre au loin, en raison de leur âge, alors qu'ils sont perchés sur les Portes Scées de la ville de Troie. Il accompagne Priam sur un char pour assister dans la plaine des combats au duel entre Pâris et Ménélas et cautionner le serment du sort de l'affrontement entre les deux.
Anténor fut accusé d'avoir trahi sa patrie, non seulement parce qu'il reçut chez lui les ambassadeurs venus pour redemander Hélène, mais aussi parce que, ayant reconnu dans Troie le roi Ulysse déguisé, il n'alerta pas les Troyens. Deux auteurs antiques, Darès le Phrygien et Dictys de Crète, ont précisé l'histoire d'Anténor. Ils ont ainsi imaginé son rôle dans la guerre de Troie dont il était un des puissants. Mal vu de Priam, il souhaita protéger sa personne et ses biens et trahit sa cité, en permettant l'introduction du cheval fatal à la ville. Lors de la prise de la ville, il livra Polyxène et s'exila avec douze mille Troyens.

## Anténor dans l'historiographie antique

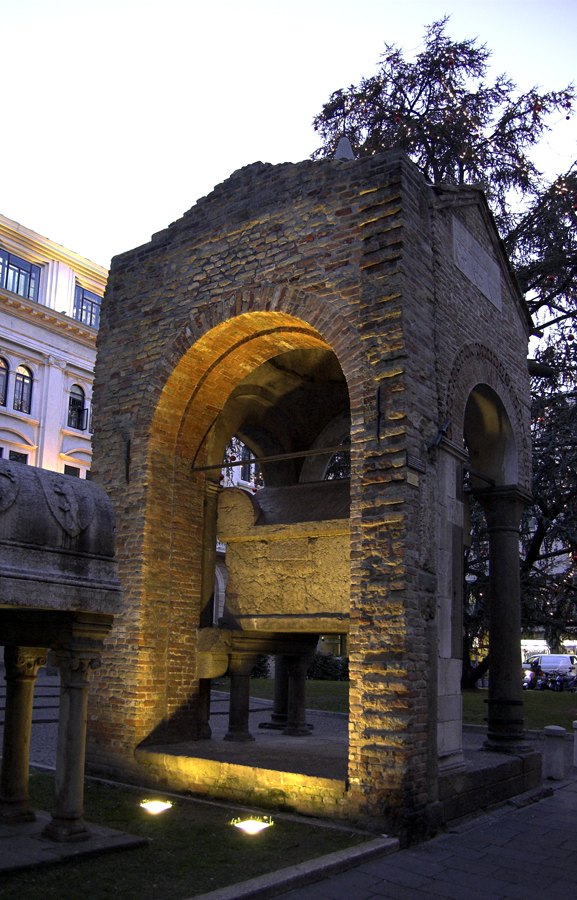
Le monument appelé Tombe d'Anténor, à Padoue.

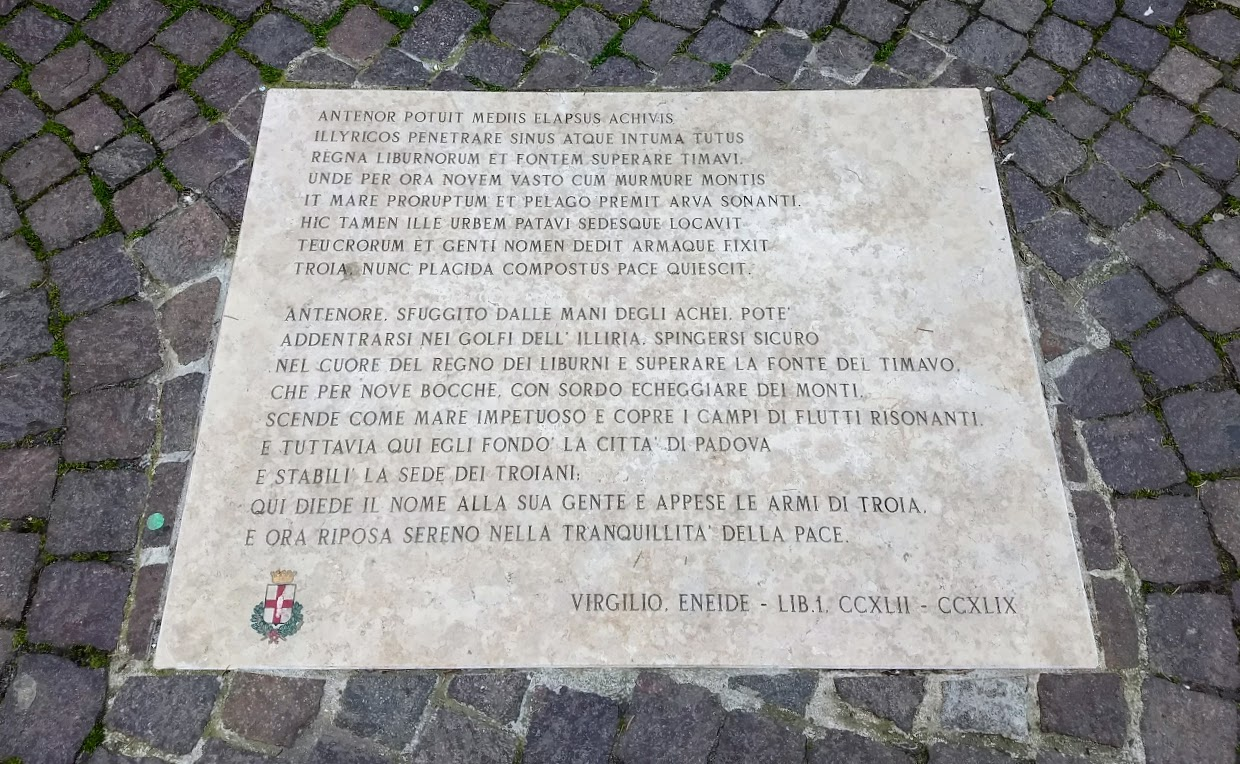
Plaque sur le pavage de la piazza Antenore, à Padoue, avec le texte de Virgile et sa traduction en italien.

Après la prise de cette ville, il s'embarqua avec ceux de son parti, vint aborder en Italie sur les côtes des Vénètes, et fonda une ville de son nom, qui depuis est appelée Padoue. Ainsi, Tite-Live qui était lui-même originaire de Patauium (Padoue) écrit :

« Après la prise de Troie, tous ses habitants furent victimes de sévices, sauf Énée et Anténor. Cela pouvait s'expliquer par les règles qui régissent d'anciens liens d'hospitalité et parce que ces deux Troyens avaient toujours défendu l'idée de rendre Hélène pour rétablir la paix. C'est pourquoi les Achéens s'abstinrent envers eux de toute maltraitance qu'autorisent les lois de la guerre. Après quoi, Anténor vécut diverses aventures. De nombreux Énètes l'avaient suivi : chassés de Paphlagonie par une révolution, ils étaient à la recherche d'une nouvelle patrie, d'un chef aussi, car Pylémène, leur général, avait disparu à Troie. Ils abordèrent au fin fond de l'Adriatique. Après avoir chassé les Euganéens, établis entre la mer et les Alpes, Énètes (Eneti) et Troyens occupèrent ce territoire. L'endroit où ils ont débarqué se nomme Troie. C'est pourquoi on appelle troyen l'arrière-pays, et Vénètes (Veneti) l'ensemble de ses occupants. »

Plusieurs autres témoignages antiques présentent également Anténor comme le fondateur de Padoue. Il faut citer Virgile et Tacite. D'autres écrivains antiques comme Justin, Caton l'Ancien, Solin ou Strabon font des Troyens d'Anténor les ancêtres de l'ensemble des Vénètes de l'Adriatique. Anténor joue un rôle important dans la légende de l'origine troyenne des Vénètes et des Vénitiens mais il intervient également dans d'autres récits relevant du mythe de l'origine troyenne des peuples.
À Padoue, un monument médiéval du XIIIe siècle, situé sur la Piazza Antenore, est appelé Tombe d'Anténor (it). Lors de la découverte en 1274 d'un sarcophage, l'humaniste Lovato Lovati proposa d'y voir la sépulture du fondateur mythique de la ville. On construisit un monument pour abriter le sarcophage.

## Anténor dans l'historiographie médiévale
L'affirmation selon laquelle Anténor est le fondateur de villes en Vénétie remonte à l'Antiquité. Mais cela n'a pas empêché certains auteurs médiévaux d'en faire le héros de leur récit. Ainsi, Dudon de Saint-Quentin en fait l'ancêtre des Normands, tandis qu'Aimoin de Fleury, Sigebert de Gembloux, Jean de Courcy, Noël de Fribois en font l'ancêtre des Français. Jacques Millet lui donne une épaisseur humaine dans son Mystère de la destruction de Troie. En revanche, pour Vincent de Beauvais comme pour les Grandes Chroniques de France, il n'est qu'un des barons qui quittèrent Troie la Grant.
Plus conforme à la tradition antique, des auteurs médiévaux ont affirmé qu'Anténor avait participé à la fondation de Venise. On peut par exemple citer une chronique de l'extrême fin du XIIIe siècle, appelée la Cronaca di Marco.
Selon cette chronique, certains Troyens, fuyant la destruction de leur ville, parvinrent à un tas de terre entre terre et mer. Ils délibérèrent entre eux sur la situation de l'endroit qui bien que peu accueillant offrait une grande liberté d'installation. Ils décidèrent finalement de s'y installer et introduisirent sur l'île le nécessaire pour aménager une véritable colonie de peuplement.
Grâce au renfort d'autres rescapés troyens, une nouvelle cité jaillit de terre. La crainte et la méfiance habitent toujours les habitants de la nouvelle cité. Ainsi, chaque arrivée d'un nouveau contingent de rescapés troyens donnait lieu à des manifestations de joie cependant mêlées de larmes, de soupirs et de lamentations. En effet, le souvenir de l'anéantissement tragique de leur patrie et de la mort cruelle des Troyens était ravivé à chaque scène de retrouvailles.
Des réactions semblables marquèrent en particulier l'arrivée d'un Troyen prestigieux : Anténor. Après la destruction de Troie, il avait erré pendant cinq longues années avant d'arriver à Venise. Anténor fut néanmoins élu par la communauté troyenne comme roi et la ville prend alors le nom d'Anténoride. L'afflux de population fut alors tel que les Troyens essaimèrent dans toute la Vénétie où, guidés par Anténor, ils fondèrent de nombreuses cités.